# Dorthebjerg Mølle
Dorthebjerg Mølle is een windmolen uit 1879. De molen is gelegen iets ten noorden van de Deense plaats Aarup op het eiland Funen.